# Плејин Сити (Јута)
Плејин Сити (енгл. Plain City) град је у америчкој савезној држави Јута.

## Демографија
По попису из 2010. године број становника је 5.476, што је 1.987 (57,0%) становника више него 2000. године.
| Група             | 2000.         | 2010.         |
| Белци             | 3.368 (96,5%) | 5.214 (95,2%) |
| Афроамериканци    | 1 (0,0%)      | 12 (0,2%)     |
| Азијати           | 17 (0,5%)     | 28 (0,5%)     |
| Хиспаноамериканци | 71 (2,0%)     | 149 (2,7%)    |
| Укупно            | 3.489         | 5.476         |